# Championnat de Suisse de football 2001-2002
Le championnat de Suisse de football de Ligue nationale A 2001-2002 a vu la consécration du FC Bâle.

## Format
Le championnat se compose de deux tours. Le tour préliminaire se déroule en automne avec 12 équipes. Le tour final a lieu au printemps avec les 8 meilleures équipes du tour préliminaire. Celles-ci conservent la moitié de leurs points acquis au tour préliminaire. Les quatre derniers du tour préliminaire jouent un tour de promotion/relégation avec les quatre premiers de Ligue nationale B à l'issue duquel quatre équipes sont promues en Ligue nationale A, les autres restant en Ligue nationale B.

## Classements

### Tour préliminaire
| Place | Club               | Pts | J  | V  | N | D  | Buts + | Buts - | Diff. |
| 1er   | FC Bâle            | 43  | 22 | 13 | 4 | 5  | 52     | 37     | +15   |
| 2e    | FC Lugano          | 38  | 22 | 11 | 5 | 6  | 39     | 33     | +6    |
| 3e    | Grasshopper Zürich | 37  | 22 | 11 | 4 | 7  | 50     | 33     | +17   |
| 4e    | FC Saint-Gall      | 35  | 22 | 9  | 8 | 5  | 38     | 32     | +6    |
| 5e    | Servette FC        | 34  | 22 | 9  | 7 | 6  | 36     | 29     | +7    |
| 6e    | FC Sion 1          | 33  | 22 | 10 | 3 | 9  | 40     | 29     | +11   |
| 7e    | BSC Young Boys     | 31  | 22 | 8  | 7 | 7  | 35     | 28     | +7    |
| 8e    | FC Zurich          | 30  | 22 | 7  | 9 | 6  | 24     | 27     | -3    |
| 9e    | FC Aarau           | 27  | 22 | 7  | 6 | 9  | 28     | 25     | +3    |
| 10e   | Neuchâtel Xamax    | 25  | 22 | 6  | 7 | 9  | 28     | 36     | -8    |
| 11e   | Lausanne-Sports    | 16  | 22 | 4  | 4 | 14 | 24     | 49     | -25   |
| 12e   | FC Lucerne         | 13  | 22 | 3  | 4 | 15 | 23     | 59     | -36   |

1 Le FC Sion s'est tout d'abord vu retirer 7 points par la Commission de discipline pour des problèmes de licence mais cette décision a été annulée par la suite.

### Tour final
| Place | Club               | Pts | J  | V  | N | D  | Buts + | Buts - | Diff. | Bonus 1 |
| 1er   | FC Bâle            | 55  | 14 | 11 | 0 | 3  | 36     | 16     | +20   | 22      |
| 2e    | Grasshopper Zürich | 45  | 14 | 7  | 5 | 2  | 28     | 17     | +11   | 19      |
| 3e    | FC Lugano 2        | 42  | 14 | 7  | 2 | 5  | 23     | 19     | +4    | 19      |
| 4e    | Servette FC        | 38  | 14 | 6  | 3 | 5  | 25     | 23     | +2    | 17      |
| 5e    | FC Zurich          | 35  | 14 | 6  | 2 | 6  | 14     | 17     | -3    | 15      |
| 6e    | FC Saint-Gall      | 34  | 14 | 4  | 4 | 6  | 18     | 20     | -2    | 18      |
| 7e    | BSC Young Boys     | 31  | 14 | 4  | 3 | 7  | 18     | 25     | -7    | 16      |
| 8e    | FC Sion 2          | 21  | 14 | 1  | 1 | 12 | 10     | 35     | -25   | 17      |

1 moitié des points du tour préliminaire.

2 Le FC Lugano et le FC Sion n'ont pas obtenu leur licence et seront relégués en Ligue nationale B pour la saison 2002-2003.

### Qualifications européennes
- FC Bâle : deuxième tour de qualification de la Ligue des champions
- FC Lugano : tour préliminaire de la Coupe UEFA
- Servette FC : tour préliminaire de la Coupe UEFA
- FC Zurich : deuxième tour de la Coupe Intertoto
- FC Saint-Gall : premier tour de la Coupe Intertoto

- Grasshopper Zürich : premier tour de la Coupe UEFA, en tant que finaliste de la Coupe de Suisse, celle-ci ayant été remportée par le FC Bâle

### Tour de promotion/relégation
- Voir championnat de Suisse D2 2001-2002

### Relégations et Promotions
- Le FC Aarau, le FC Lucerne et le Neuchâtel Xamax se maintiennent en Ligue nationale A.
- Le FC Sion, le FC Lugano et le Lausanne-Sports n'ayant pas obtenu leur licence, ils sont tous les trois relégués en Ligue nationale B.
- Le FC Wil, FC Thoune et SR Delémont sont promus en Ligue nationale A.

## Résultats complets
- Résultats sur RSSSF